# Friedrich-Wilhelm Müller
Friedrich-Wilhelm Müller, nemški general, * 29. avgust 1897, † 20. maj 1947.